# Шамотій Олександр Сергійович

Олекса́ндр Сергі́йович Шамотій (нар. 15 травня 1988, Чорноморськ, СРСР) — український футболіст, гравець у футзал та пляжний футбол. Гравець польської команди «Марвіт» (Торунь).

## Біографія
Почав займатися футзалом у 1999 році. Вихованець чорноморського футзального клубу «Іллічівець». Перші тренери: Володимир Толкач і Олександр Каплун. Неодноразово ставав призером чемпіонатів України і Одеської області серед юнаків.
Дебютував в першій лізі чемпіонату України з футзалу у 2006 році. У 2008 році став чемпіоном міста Чорноморська у складі «Іллічівця» і чемпіоном міста Одеса у складі аматорської команди «Глорія». На початку 2008 року перейшов у команду «Марріон» (Одеса). У цей же час почав грати за молодіжну збірну України, разом з якою у 2008 році поїхав на чемпіонат Європи, де став бронзовим призером.
Сезон 2009/2010 провів у польській команді «Нова Катовіце» у якій став бронзовим призером чемпіонату і дійшов до півфіналу Кубка Польщі. Перед наступним сезоном перейшов у «Шахтар» (Донецьк), але після літніх зборів Олександру була проведена складна операція на стопі ноги і він так і не зіграв жодного матчу у складі «гірників».
Після розформування «Шахтаря» друге коло чемпіонату провів у команді ПФС (Севастополь). Сезон 2011/2012 провів у першій лізі, виступаючи за футзальний клуб «Одеса». У 2012 році став переможцем і найкращим гравцем міжнародного турніру «Біла акація» у складі аматорської команди «Uni Laman Group». Окрім того, в цьому сезоні встиг стати чемпіоном Одеської області у складі команди «Ріон» (Чорноморськ), а також найкращим бомбардиром чемпіонатів Одеської області і міста Чорноморська з футзалу (58 голів).
У сезоні 2012/2013 знову перейшов в польський чемпіонат, цього разу у команду «Марвіт», яка поступилася у чвертьфіналі плей-оф за чемпіонський титул. 
Після розформування «Юні-Ламану» перейшов в інший одеський клуб «Епіцентр К Таїрова», разом з яким став переможцем чемпіонату України у другій лізі.
Також неодноразово брав участь у чемпіонатах України з пляжному футболу, ставав чемпіоном Чорноморська з пляжного футболу.